# Opercularia volubilis
Opercularia volubilis är en måreväxtart som beskrevs av Robert Brown och George Bentham. Opercularia volubilis ingår i släktet Opercularia och familjen måreväxter. Inga underarter finns listade i Catalogue of Life.